# Захарівка (селище)
Захарівка (у 1927—2016 — Фрунзівка) — селище в Роздільнянському районі Одеської області України. Адміністративний центр Захарівської селищної громади.

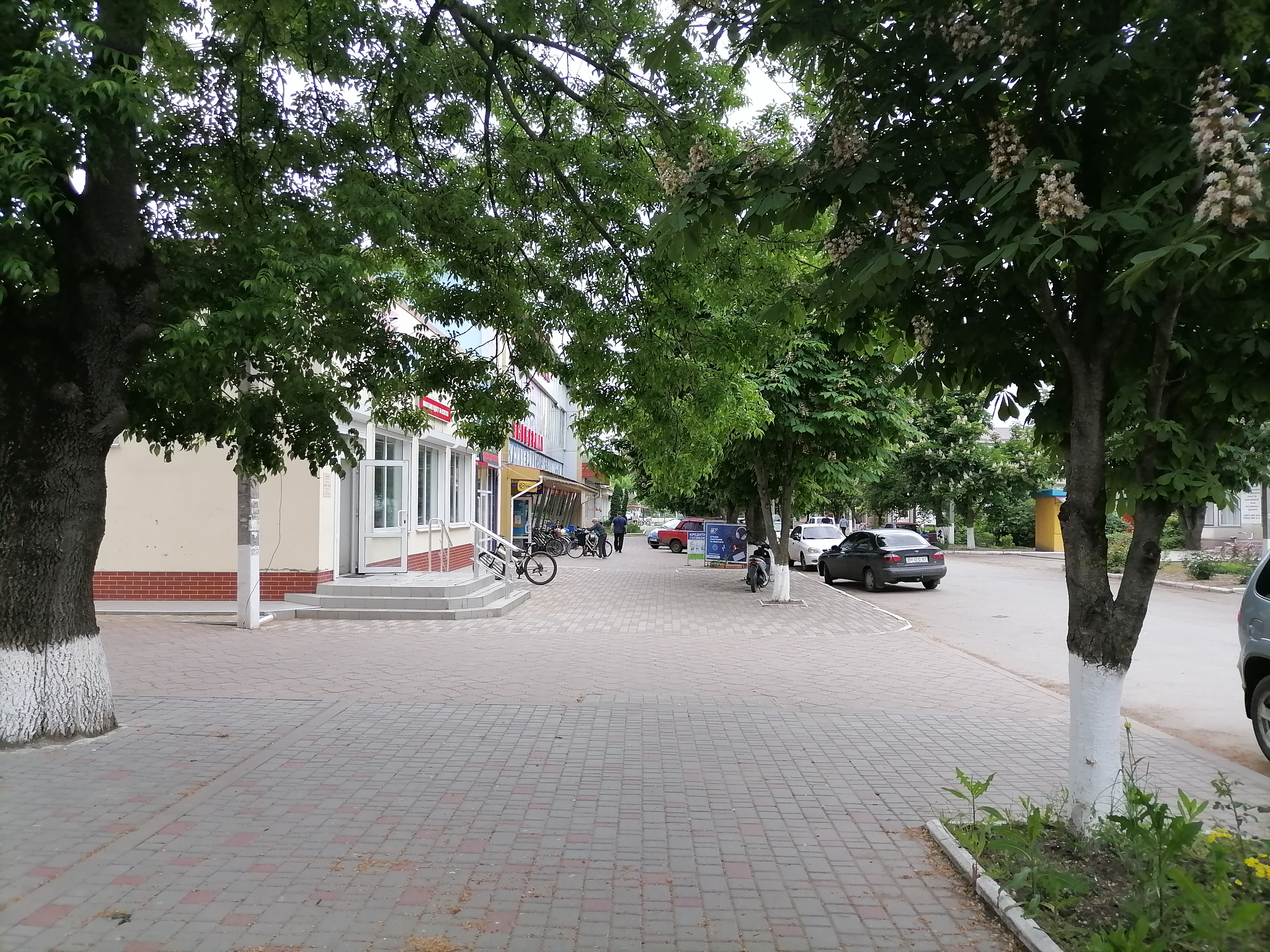
Тротуар в центрі

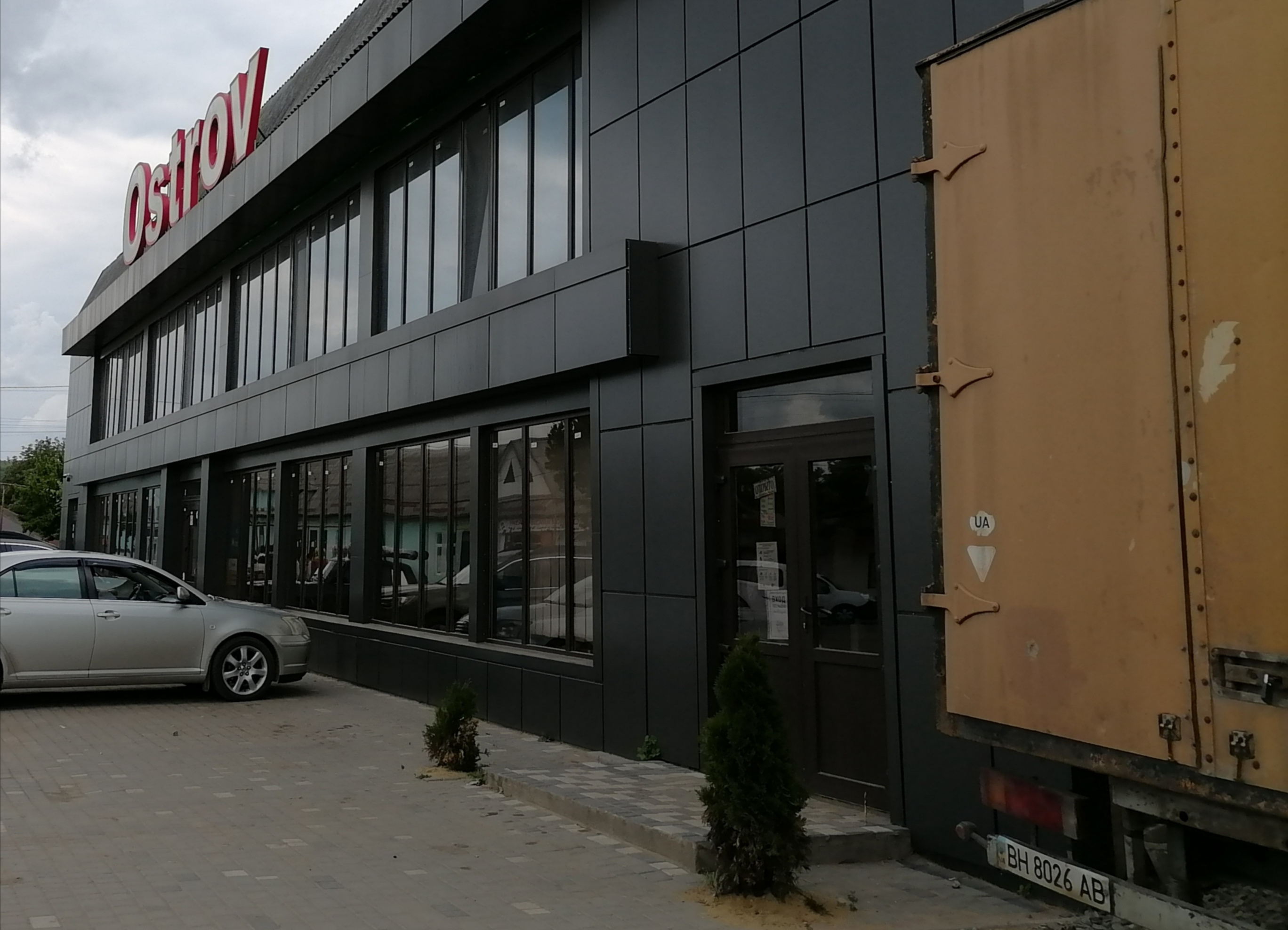
Супермаркет

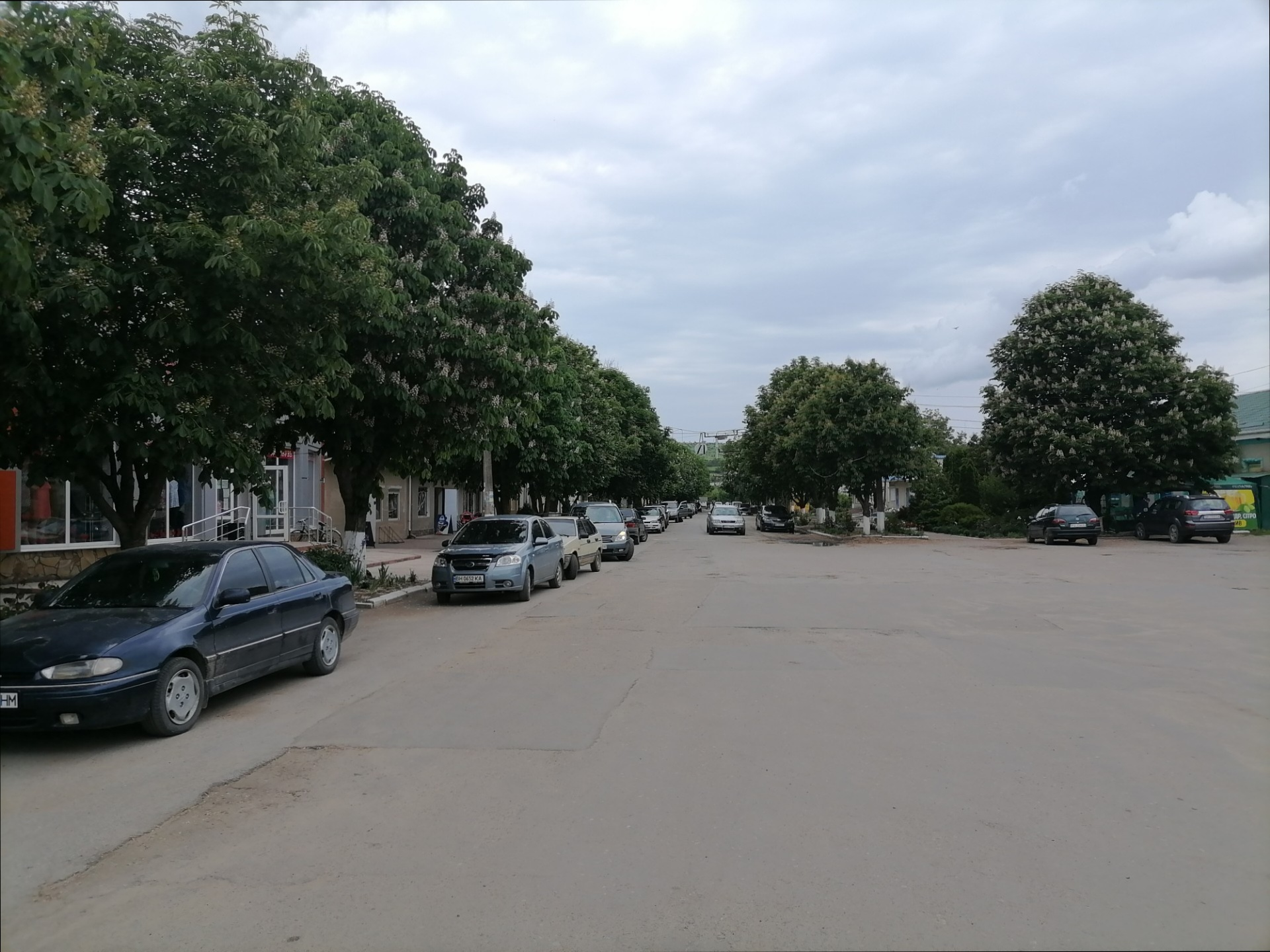
Вулиця в центрі

До 25 жовтня 2020 року селище було адміністративним центром Захарівського району, який був ліквідований.
Територія сучасного селища Захарівка містить також колишні села Адамівка, Баєрове, Катеринівка, Латівка.
Через Захарівку проходять автодороги Р33, Т 1614,та бере початок О162544.
Поблизу селища створено ландшафтний заказник місцевого значення Шептереди.

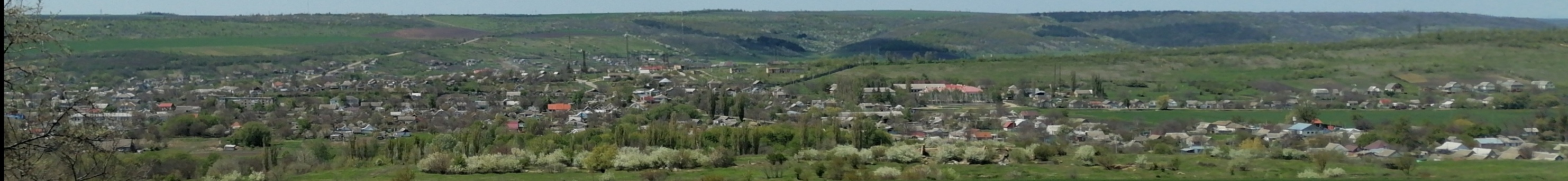
Північна частина Захарівки

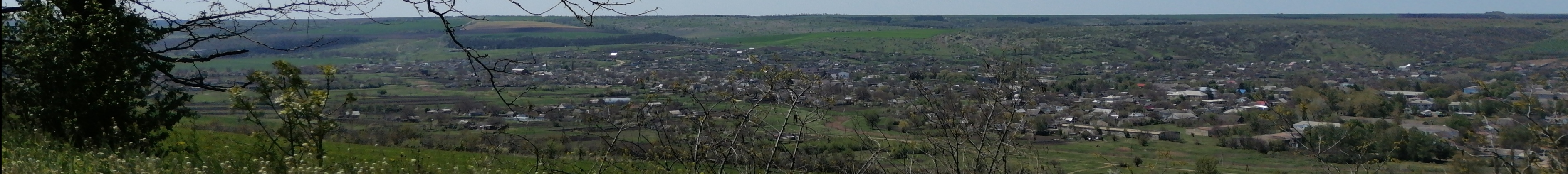
Південна частина Захарівки

## Історія

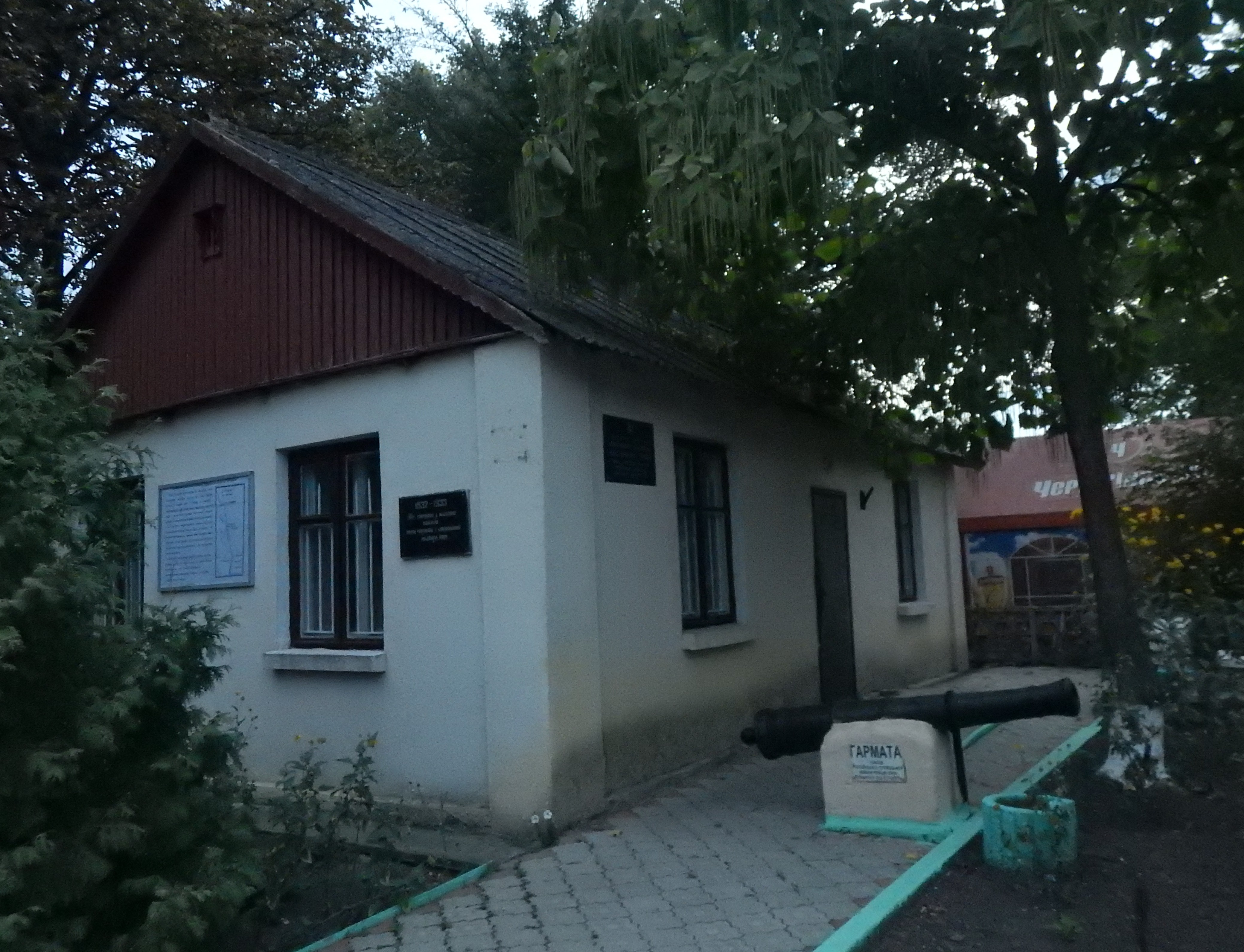
Краєзнавчий музей у Захарівці

На території Захарівки і поблизу неї виявлено рештки поселення епохи мезоліту (13 тис. років тому) та великий могильник черняхівської культури (III—VI століття н. е.).
У 1798 році в Захарівці було 78 дворів і мешкало 249 осіб.
В Захар'їці, яка в 1843 році стала волосним центром Тираспольського повіту Херсонської губернії і одержала статус містечка, відбувалися ярмарки, щотижня збиралися великі базари. Вигідне географічне розташування — на шляху між Одесою і Балтою, по якому йшли хлібні вантажі з степових районів до чорноморського порту,— сприяло перетворенню Захар'ївки в один із значних центрів торгівлі хлібом. Поряд з торгівлею в містечку розвивалося ремесло — ковальське, кравецьке, шорне, шапкове тощо. Наприкінці XIX століття тут працювали 21 кравець, 12 шевців, 12 теслярів, 8 ковалів. Переважну частину ремісників, так само як і дрібних торговців, становили євреї. Єврейське населення Захар'ївки в кінці XIX — на початку XX століть становило половину її мешканців.
Станом на 1886 рік у містечку Захарівка, центрі Захар'ївської волості Тираспольського повіту Херсонської губернії, мешкало 702 особи, налічувалось 127 дворових господарств, існували станова квартира 3-го стану, православна церква на честь Святого Пророка Захарії, збудована 1794-го року, 2 єврейські синагоги, школа, земська станція, 6 лавок, заїзд, харчевня та винний склад, відбувався щорічний ярмарок та базари кожної другої неділі місяця. За 9 верст — залізнична станція, трактир. За 12 верст — молитовний будинок. За 16 верст — залізнична станція. У селі Адамівка мешкало 50 осіб, налічувалось 12 дворових господарств, існували паровий млин та цегельний завод. У селі Катеринівка мешкало 32 особи, налічувалось 7 дворових господарств, існував винний склад.

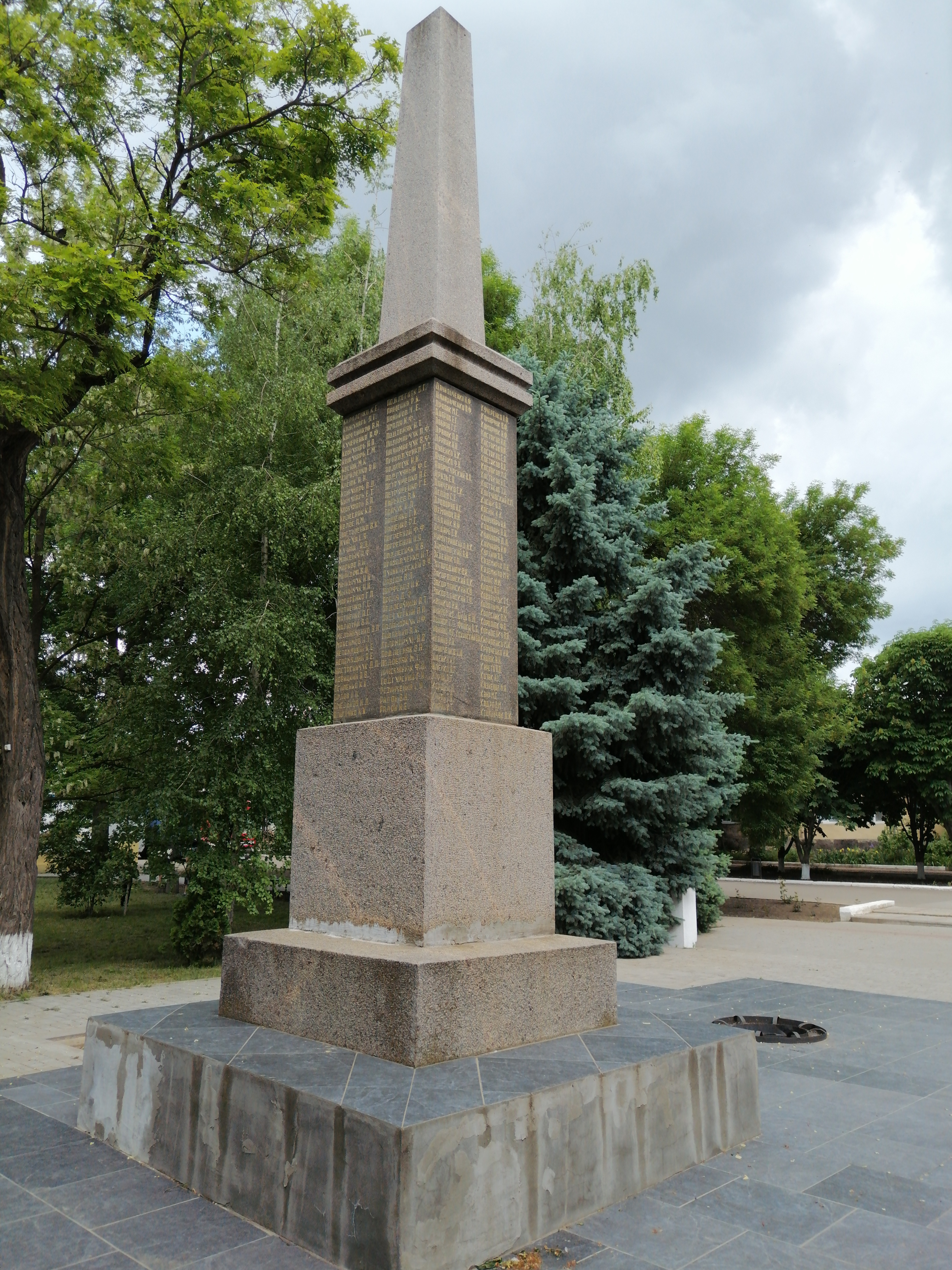
Пам'ятник загиблим в 1941—1945 роках жителям Захарівки

Близько 400 жителів Захарівки були мобілізовані на фронти Першої світової війни. Близько 100 з них загинули.
Впродовж німецько-радянської війни понад 1000 жителів Захарівки було призвано до лав Червоної Армії. 283 з них загинули. Понад 200 осіб нагороджено орденами та медалями.
З 1963 року — селище міського типу.
За переписом 2001 року населення склало 5111 осіб.

## Населення

### Мова
Розподіл населення за рідною мовою за даними перепису 2001 року:
| Мова            | Кількість | Відсоток |
| --------------- | --------- | -------- |
| українська      | 4724      | 92.43 %  |
| російська       | 275       | 5.38 %   |
| румунська       | 68        | 1.33 %   |
| вірменська      | 9         | 0.18 %   |
| болгарська      | 7         | 0.14 %   |
| білоруська      | 4         | 0.08 %   |
| гагаузька       | 4         | 0.08 %   |
| німецька        | 1         | 0.02 %   |
| грецька         | 1         | 0.02 %   |
| інші/не вказали | 18        | 0.34 %   |
| Усього          | 5111      | 100 %    |

## Переіменування
7 листопада 1927 року, в десяту річницю більшовицької революції Захарівку було переіменовано на Фрунзівку, на честь радянського державного та військового діяча Фрунзе Михайла Васильовича, батько якого народився та жив тут тривалий час.
Згідно з законом «Про засудження комуністичного та націонал-соціалістичного (нацистського) тоталітарних режимів в Україні та заборону пропаганди їх символіки» смт Фрунзівка внесене до переліку населених пунктів, які підлягають перейменуванню.
19 травня 2016 року Захарівці було повернено її історичну назву.

## Персоналії
- Іванов Павло Андрійович (1860—прибл. 1918) — історик, вивчав історію українських земель у період Середньовіччя.
- Маркус Олександр Семенович (нар. 1932) — молдавський та ізраїльський математим, професор Університету імені Бен-Гуріона у Негеві (Беер-Шева).
- Орлик Олександр Іванович (1983—2014) — сержант Збройних сил України, учасник російсько-української війни.[7]
- Євдокименко Валерій Кирилович — Доктор економічних наук, професор. Громадсько-політичний діяч. Народився 04.02.1939 р. у с. Фрунзівка, Одеська область. Закінчив Львівський лісотехнічний інститут (1961), з відзнакою — Академію суспільних наук у Москві (1976). З 1961 р. працював на Чернівецькому деревообробному комбінаті, де пройшов шлях від майстра цеху до голови правління ВАТ. Працював першим секретарем Чернівецького міськкому партії, на керівних посадах у Чернівецькому облвиконкому та облдержадміністрації. У 1976 році захистив кандидатську дисертацію на тему: «Ефективність об'єднань в промисловості та шляхи її підвищення»; у 1997 р. — докторську дисертацію на тему: «Регіональна політика розвитку туризму. Методологія формування, механізм реалізації». З 1998 р. — завідувач кафедри міжнародної економіки та економіки підприємства в Чернівецькому національному університеті ім. Юрія Федьковича[джерело?].